# Hypodoxa cetraria
Hypodoxa cetraria är en fjärilsart som beskrevs av Felder 1875. Hypodoxa cetraria ingår i släktet Hypodoxa och familjen mätare. Inga underarter finns listade i Catalogue of Life.